# أكاديمية ديرفيلد
أكاديمية ديرفيلد (بالإنجليزية: Deerfield Academy) هي مدرسة إعدادية مختلطة في ديرفيلد، ماساتشوستس. تأسست عام 1797، وهي واحدة من أقدم المدارس الثانوية في الولايات المتحدة. وهي عضو في جمعية ثمانية مدارس، ومنظمة قبول المدارس العشر، ودوري المدارس الست.

## وصلات خارجية
- الموقع الرسمي